# 173e brigade aéroportée (États-Unis)

La 173e brigade aéroportée américaine (« 173rd Airborne Brigade Combat Team ») « Sky Soldiers » – brigade aéroportée de combat – est une unité appartenant à l’US Army.

## Missions

Un parachutiste équipé d'un parachute T-11 de la 173e brigade aéroportée sautant d'un hélicoptère Chinook au camp d'entrainement de Grafenwöhr pour un exercice en 2013.

La 173rd Airborne Brigade Combat Team est l’unique unité à vocation aéroportée à la disposition de l’United States Army Southern European Task Force (USASETAF ou plus simplement SETAF), la force de réaction rapide américaine dépendant du Commandement des forces des États-Unis en Europe. Positionnée en Europe méridionale, elle a vocation à intervenir en 24 heures n’importe où dans le monde, mais son pré-déploiement stratégique la dispose aux missions européennes et africaines.

## Casernement
La 173rd Airborne Brigade est encasernée à la Caserma Elderme, Vicence, Italie avec des unités dans le Sud de l'Allemagne.

## Organisation en 2005

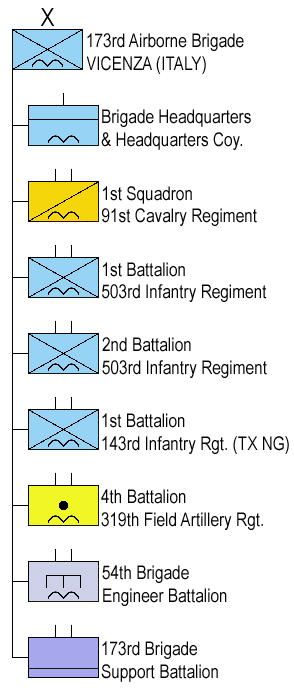
Structure en 2016.

La 173rd Airborne Brigade comprenait alors une compagnie de commandement, une compagnie de reconnaissance, deux bataillons d’infanterie aéroportée, une batterie d’artillerie, un détachement du génie et un commandement du soutien :
- Headquarter Company
- 173rd Brigade Reconnaissance Company, de ???
- 2d Battalion, 503rd Infantry Regiment (2-503 Inf) ("The Rock"), de Vicence, Italie.
- 1st Battalion, 508th Infantry Regiment (1-508 Inf) ("Red Devils"), de Vicence, Italie.
- D Battery, 3rd Battalion, 319th Field Artillery Regiment (D/3-319 FA) ("Doghouse"), de ???
- 173rd Engineer Detachment (173rd Eng Det), de ???
- 501st Forward Support Command (501st FSC), de ???

## Historique

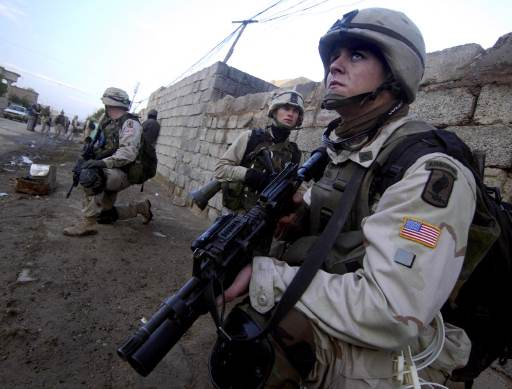
Membres de la aéroportée américaine portant le casque et le gilet pare-balle PASGT en 2003.

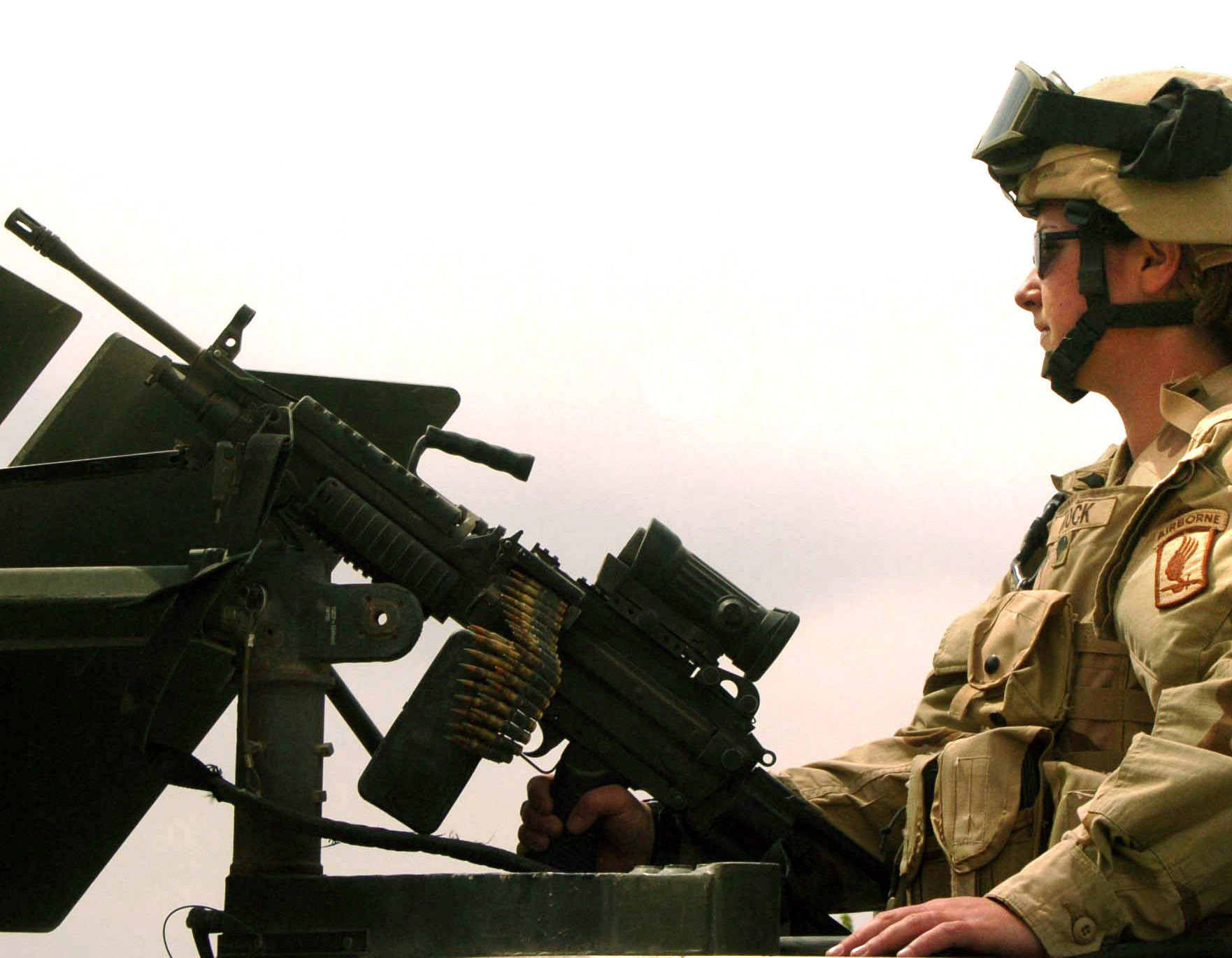
Une femme de la 173rd AB en Afghanistan en 2005.

La 173rd Airborne Brigade a été mise sur pied à Okinawa le 26 mars 1963. Elle reprend les traditions de la 173rd Infantry Brigade de la 87e division d'infanterie (1917-1951). À l'entraînement sur Okinawa puis à Taïwan, les soldats de l'unité reçoivent le surnom de Sky Soldiers de la part des nationalistes chinois impressionnés par leurs capacités de saut.
Elle est la première grande unité de l’US Army à être déployée dans la République du Viêt Nam, puisque ses soldats débarquent sur l’aérodrome de Bien Hoa en mai 1965.
La brigade qui avait au plus fort de son engagement un effectif de 3 000 membres se distingua durant 6 années de campagnes continues durant la guerre du Viêt Nam en récoltant de très nombreuses décorations individuelles et collectives dont 13 Medal of Honor et en déplorant la perte de 1 790 de ses soldats. Elle a été la seule formation à engager le canon automoteur antichar M56 Scorpion (en) au combat.
La 173rd Airborne Brigade est dissoute le 14 janvier 1972 à Fort Campbell, Kentucky.
La 173rd Airborne Brigade est reformée le 12 juin 2000 à la Caserma Elderme, Vicence, dans le Nord de l'Italie, afin de doter l’United States Army in Europe (USAREUR) d’une force de réaction rapide et d’une capacité aéroportée.
Elle participa à la guerre en Irak à partir du 26 mars 2003 en se parachutant en masse au Kurdistan pour fixer les forces Irakiennes en créant un deuxième front.
L'opération Northern Delay se fit d'abord en deux vagues, 954 militaires sautèrent le 26 mars sur Harir Airfl puis 200 autres le 27 mars sur Harsr, puis dans un total de 72 heures, 1 200 hommes furent transportés sur place appuyés, lors de l'opération Airborne Dragon, par 5 chars M1, 5 véhicules de combat M-2 et une compagnie sur M-113, eux aussi aéroportés appartenant à la 1re division d'infanterie.
Il faut préciser que la zone était sous contrôle des Kurdes alliés des États-Unis.
Elle resta à Kirkouk jusqu'en février 2004. Les pertes furent de 9 hommes lors de cette opération;

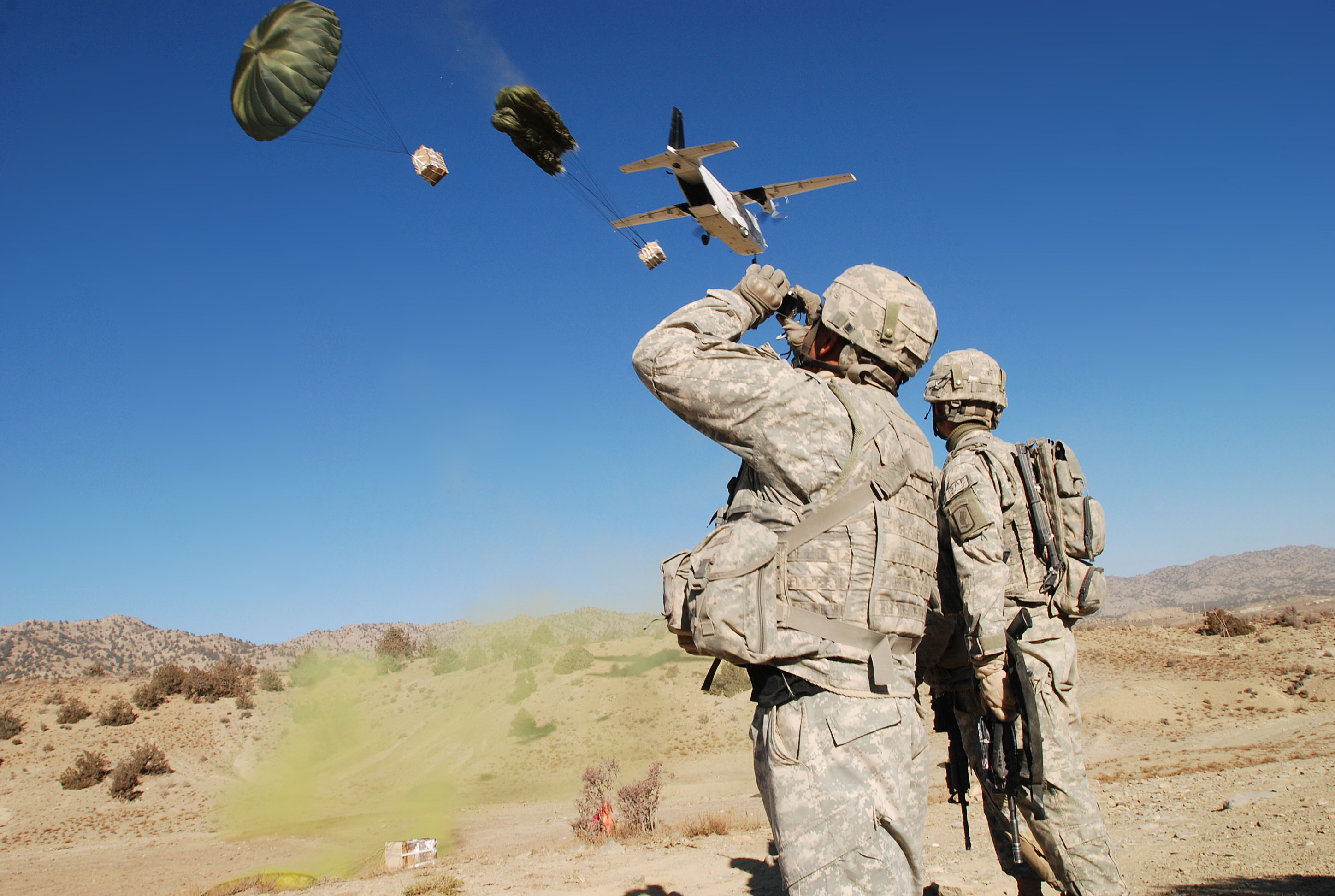
Des militaires de la en Afghanistan.

En 2004-2005, elle effectua un séjour en Afghanistan pour combattre les Talibans où elle perdit 17 soldats.
Elle prend son nom actuel lors d'une cérémonie le 15 septembre 2006 à la suite d'une grande restructuration.
Elle sera de nouveau déployée en Irak en été 2007.
Le 23 avril 2014 elle est la première unité du déploiement de l'Opération Atlantic Resolve en réponse à la guerre du Donbass.